# جون بون جوفي
جون بون جوفي (بالإنجليزية: Jon Bon Jovi) واسمه الحقيقي جون فرانسيس بونجيوفي (بالإنجليزية:John Francis Bongiovi) هو مغني روك أمريكي وممثل من مواليد 2 مارس 1962 وهو المغني الرئيسي في فرقة بون جوفي التي تأسست عام 1983.
ولد جون بون جوفي لأب وأم من أصول إيطالية وكانت بدايته الموسيقية في ستوديو للتسجيلات يملكه ابن عمه توني، حيث كان جون يعمل هناك بوظيفة حاجب ويقوم بتسجيل أغانيه في الأستوديو في خارج الأوقات الرسمية وعندما لم يكن الأستوديو قيد الاستعمال، وكانت أولى الأغاني التي سجلها جون بون جوفي هناك هي أغنية Runaway والتي حققت نجاحا كبيرا في إذاعات نيوجيرزي المحلية، وعقب ذلك قام جون بتكوين فرقة بون جوفي وغير اسمه من جون فرانسيس بونجيوفي إلى جون بون جوفي.
وفي خارج نطاق فرقة بون جوفي فإن لجون ألبومين منفردين سجلهما وأنتجهما وحده وهما Blaze of glory و Destination Anywhere، وقد أستعملت أغنية Blaze of glory من ذات الألبوم كأغنية رئيسية لفلم Young Guns II والذي أيضا مثل فيه جون بدور ثانوي صغير.

## الأعمال الموسيقية

### ألبومات منفردة
- Christmas in the Stars (عام 1980)
- Blaze of Glory (عام 1990)
- Destination Anywhere (عام 1997)
- The Power Station Years: The Unreleased Recordings (عام 2001)

### مع فرقة بون جوفي
- Bon Jovi (عام 1984)
- 7800 Fahrenheit (عام 1985)
- Slippery when wet (عام 1986)
- New Jersey (عام 1988)
- Keep the faith (عام 1992)
- Cross road (عام 1994)
- These days (عام 1995)
- Crush (عام 2000)
- One wild night (عام 2001)
- Bounce (عام 2002)
- This left feels right (عام 2003)
- 100,000,000 Bon Jovi fans can't be wrong (عام 2004)
- Have a nice day (عام 2005)
- Lost Highway (عام 2007)
- The Circle (عام 2009)
- What About Now (عام 2013)

## الجوائز
فاز جون بون جوفي بعدد من الجوائز المهمة وترشح لجوائز أخرى منها:
- 1989 - فاز ب جائزة الموسيقى الأمريكية عن فئة ال بوب/روك
- 1990 - فاز بجائزة ال غولدن غلوب عن أغنية Blaze of glory من فيلم Young Guns II
- 1990 - ترشح لجائزة ال أوسكار عن أغنية Blaze of glory من فيلم Young Guns II
- 2004 - فاز ب جائزة الموسيقى الأمريكية التقديرية للإنجازات مدى الحياة
- 2005 - فاز ب جائزة الموسيقى الأمريكية الألماسية للمبيعات فوق 100 مليون اسطوانة
- 2007 - فاز بجائزة ال غرامي عن أغنية Who Says You Can't Go Home

## التمثيل
قام جون بون جوفي ببطولة عدد من الأفلام منها Moonlight and Valentino، The Leading Man، Pay It Forward وغيرها كما ظهر في أدوار متكررة في عدد من المسلسلات مثل Sex and the City و Ally McBeal

## روابط خارجية
- جون بون جوفي على موقع IMDb (الإنجليزية)
- جون بون جوفي على موقع ميتاكريتيك (الإنجليزية)
- جون بون جوفي على موقع قاعدة بيانات الأفلام العربية
- جون بون جوفي على موقع ألو سيني (الفرنسية)
- جون بون جوفي على موقع ميوزك برينز (الإنجليزية)
- جون بون جوفي على موقع رولينغ ستون (الإنجليزية)
- جون بون جوفي على موقع تيرنر كلاسيك موفيز (الإنجليزية)
- جون بون جوفي على موقع أول موفي (الإنجليزية)
- جون بون جوفي على موقع قاعدة بيانات برودواي على الإنترنت (الإنجليزية)
- جون بون جوفي على موقع قاعدة بيانات الأفلام السويدية (السويدية)